# Saint-Mamet-la-Salvetat (tổng)
Tổng Saint-Mamet-la-Salvetat là một tổng thuộc tỉnh Cantal trong vùng Auvergne-Rhône-Alpes.

## Địa lý
Tổng này được tổ chức xung quanh Saint-Mamet-la-Salvetat ở quận Aurillac. Độ cao khu vực này dao động từ 427 m (Marcolès) đến 828 m (Marcolès) với độ cao trung bình 648 m.

## Hành chính
| Giai đoạn | Ủy viên      | Đảng            | Tư cách         |
| --------- | ------------ | --------------- | --------------- |
| 21        | Michel Lafon | Divers Cánh hữu | Maire du Rouget |

## Các đơn vị trực thuộc
Tổng Saint-Mamet-la-Salvetat gồm 12 xã với dân số 5 499 người (điều tra dân số năm 1999, dân số không tính trùng)
| Xã                      | Dân số | Mã bưu chính | Mã insee |
| ----------------------- | ------ | ------------ | -------- |
| Cayrols                 | 227    | 15290        | 15030    |
| Marcolès                | 577    | 15220        | 15117    |
| Omps                    | 275    | 15290        | 15144    |
| Parlan                  | 280    | 15290        | 15147    |
| Pers                    | 234    | 15290        | 15150    |
| Roannes-Saint-Mary      | 908    | 15220        | 15163    |
| Roumégoux               | 214    | 15290        | 15166    |
| Saint-Mamet-la-Salvetat | 1 321  | 15220        | 15196    |
| Saint-Saury             | 187    | 15290        | 15214    |
| La Ségalassière         | 98     | 15290        | 15224    |
| Vitrac                  | 277    | 15220        | 15264    |
| Le Rouget               | 901    | 15290        | 15268    |

## Biến động dân số
| 1962                                                     | 1968  | 1975  | 1982  | 1990  | 1999  |
| -------------------------------------------------------- | ----- | ----- | ----- | ----- | ----- |
| 5 622                                                    | 6 148 | 5 854 | 5 712 | 5 569 | 5 499 |
| Nombre retenu à partir de 1962 : dân số không tính trùng |       |       |       |       |       |